# László Tábori
László Tábori (Košice, 6 luglio 1931 – Los Angeles, 23 maggio 2018) è stato un mezzofondista ungherese naturalizzato statunitense.

## Palmarès
| Anno | Manifestazione  | Sede      | Evento     | Risultato | Prestazione | Note |
| ---- | --------------- | --------- | ---------- | --------- | ----------- | ---- |
| 1956 | Giochi olimpici | Melbourne | 1500 metri | 4º        | 3'42"4      |      |
| 1956 | Giochi olimpici | Melbourne | 5000 metri | 6º        | 14'09"8     |      |

## Campionati nazionali
1955
- Argento ai campionati ungheresi, 5000 m piani - 13'53"2

1956
- Argento ai campionati ungheresi, 5000 m piani - 14'05"2